# Não Me Leve a Mal
"Não Me Leve a Mal" é uma canção da cantora Wanessa Camargo, lançada como o segundo single do álbum Meu Momento (2009). "Não Me Leve a Mal" estreou na rádio Transamerica e a canção mescla o português com o inglês.

## Composição e lançamento
A canção foi escrita por Marcelo Mira, Fernando Leite, Samille Joker e Denílson Miller e fala sobre inveja e traição e foi escolhida para ser lançada como o segundo single de Meu Momento, depois de uma votação que ocorreu no Twitter.

## Recepção
A canção foi considerada uma das mais fortes e marcantes canções do álbum e também deliciosa. Mas também recebeu criticas negativas.
Gilberto Tenório da Revista O Grito! comentou: a pop "Não Me Leve a Mal" traz versos de gosto duvidoso como "minha cabeça não é degrau".

## Divulgação
Wanessa cantou a canção em programas como Mais Você, Altas Horas, Teleton entre outros programas, e também cantou no festival Oi Fashion Rocks.
A canção chegou a entrar na trilha sonora da versão chilena da novela Rebelde, Corazón Rebelde.

## Vídeo musical
O vídeo musical para a canção foi gravado em novembro, num estúdio de São Paulo, e em locações externas, como no Teatro Municipal.
O vídeo musical para "Não Me Leve a Mal" foi lançado no programa da Rede Globo, Video Show no dia 2 de Dezembro de 2009 e recebeu sua estreia na MTV no dia 7 de dezembro, assim como na VH1 no dia 8 de dezembro.